# Mère Angelica
Mère Angelica, en religion Mother Mary Angelica of the Annunciation (Marie-Angélique de l'Annonciation) et dans le siècle Rita Antoinette Rizzo, née le 20 avril 1923 à Canton (États-Unis) et morte le 27 mars 2016, est une religieuse contemplative américaine. Elle est surtout connue pour avoir fondé et animé la chaîne de télévision catholique EWTN (Eternal Word Television Network).

## Biographie
Née le 20 avril 1923 à Canton, dans l'Ohio, dans une famille d'origine italienne, Rita Rizzo est la seule enfant de John et Helen Mae Rizzo (née Gianfrancesco). Son père abandonna la famille et divorça en 1929. Sa mère, qui eut la garde complète de Rita, souffrait d'une dépression chronique. L'enfance de Rita fut marquée par la pauvreté et le malheur (Grande Dépression).
Son diplôme d'école secondaire acquis en 1941, Rita vécut de petits boulots tout en assistant régulièrement à la messe. En novembre 1941, elle tomba malade de l'estomac: les rayons X révélèrent de graves anomalies dans les intestins. La douleur s'aggrava et les médecins étaient incapables de soulager sa souffrance. Selon Raymond Arroyo, après la prière d'une neuvaine, Rita affirma souffrir de douleurs abdominales intenses. Elle se coucha dans la nuit du 17 janvier 1943 et le lendemain matin, elle se sentit guérie. Cette expérience toucha profondément Rita et changea sa vie.

### Appel à la vocation religieuse
Un soir de l'été 1944, Rita s'arrêta dans une église pour prier. À genoux devant le Saint-Sacrement, elle se sentit appelée par Dieu vers la vie religieuse. Guidée par un prêtre, elle visita plusieurs couvents. Sa première visite fut pour les sœurs de Saint-Joseph à Buffalo. Cet ordre apostoliquement actif estima toutefois qu'un ordre contemplatif aurait mieux répondu aux aspirations religieuses de Rita. Elle visita donc le Sanctuaire Saint Paul de la Perpétuelle Adoration situé à Cleveland. L'ordre l'accepta comme postulante le 15 août 1944. Sa mère fut profondément opposée à sa vocation religieuse. Aussi Rita quitta-t-elle discrètement sa maison, laissant à sa mère une lettre expliquant sa décision. Elle avait 21 ans.
Un an plus tard, elle fut admise comme novice. Le 2 janvier 1947, Angelica fit sa première profession et le 2 janvier 1953, sa profession solennelle.

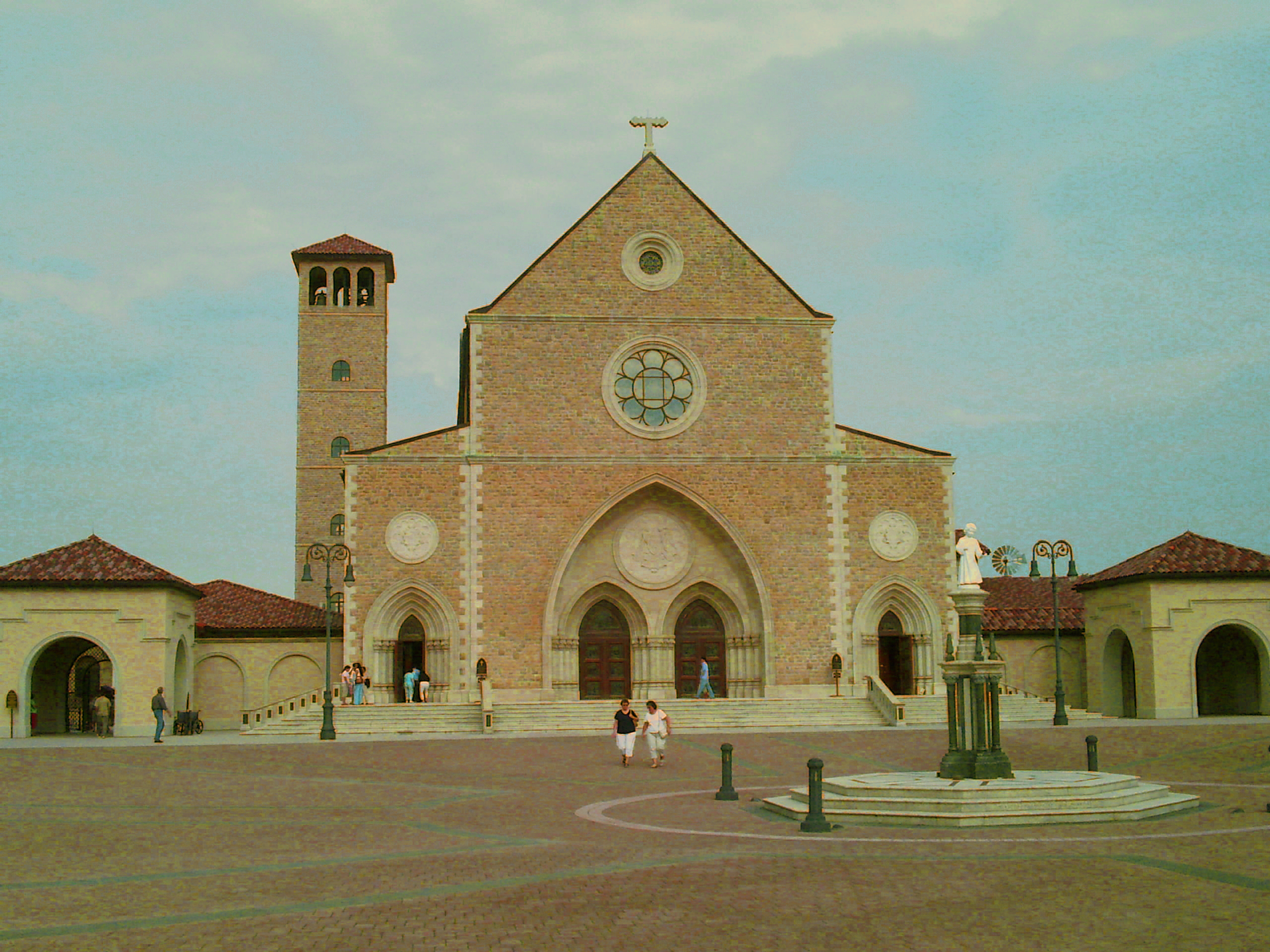
Sanctuaire du Très Saint-Sacrement à Hanceville (Alabama), fondé par Mère Angelica

### Fondation d'EWTN et de couvents
En 1962, Mère Angelica fonda le monastère Notre-Dame-des-Anges à Irondale où la chaîne de télévision EWTN, qu'elle fonda en 1981, a son siège social.
En 1987, elle fonda les Franciscains Missionnaires du Verbe Éternel (en).
En 1996, elle lança la construction du sanctuaire du Saint-Sacrement d'Hanceville (en).
Victime d'un accident vasculaire cérébral le 24 décembre 2001 Mère Angelica perdit en partie l'usage de la parole et sa santé commença à décliner. Elle mourut le jour de Pâques 2016 (27 mars 2016), à l'âge de 92 ans. Ses funérailles furent célébrées le 1er avril au sanctuaire du Saint-Sacrement d'Hanceville. Elle est inhumée dans la crypte de l'église du sanctuaire.

## Distinctions
- 4 octobre 2009 : Pro Ecclesia et Pontifice (par le pape Benoît XVI).